# Mariupoli csata
Mariupol ostroma a 2022-es ukrajnai orosz invázió kelet-ukrajnai offenzívájának részeként lezajlott ütközet volt, a február 24-én kezdődött csata május 16-án orosz győzelemmel ért véget. Mariupol bevétele orosz hadsereg egyik legfontosabb célja volt mind stratégiai, mind ideológiai szempontból. A város ellenőrzése biztosította az oroszok számára a Krím és az ellenőrzésük alatt álló kelet-ukrajnai területek stabil összeköttetését és a települést magáénak követelte a szeparatista Donyecki Népköztársaság is. A városban székelt a szélsőjobboldali Azov-ezred is, amelynek létezése szerintük Ukrajna „nácítlanításának” egyik fő indoka volt. A körbezárt kikötővárosban az ostrom során rendkívül súlyos humanitárius válság alakult ki, az épületek több mint 95%-a megsérült, vagy megsemmisült. A helyi hatóságok szerint Mariupol bombázása és ágyúzása során több mint 21 000 civil halt meg. A blokád miatt éhező és ivóvízhiánytól szenvedő lakosság evakuálása is lassan és akadozva haladt csak, ugyanis a humanitárius korridorok gyakran tűz alá kerültek. A csata során az ukrán csapatok kiszorultak a város lakónegyedeiből és az Azovsztal vasüzembe vonultak vissza, majd május 16-án az utolsó ellenállók is beszüntették a harcot. A pusztítás mértéke miatt nyugati és ukrán források az összecsapást gyakran Leningrád második világháborús ostromával hasonlították össze.

## Háttér

Az Azov-ezred korábbi címere, neonáci jelképekkel

Az Azovi-tenger partján, a Kalmiusz torkolatánál fekvő Mariupol lakossága a háború előtt mintegy 450 000 fő volt. A város a térség ipari, felsőoktatási és üzleti központjaként funkcionált. Az etnikailag sokszínű, ukránok, oroszok és görögök által lakott település lakosainak többsége orosz anyanyelvű. A 2014-es oroszpárti felkelés során a városban is harcok törtek ki a donyecki szeparatisták és az ukrán hadsereg között. A kormány végül helyi ukrán nacionalista milíciák, köztük az Azov-zászlóalj segítségével helyre tudta állítani a rendet. Mivel a település a Donecki területhez tartozik, az orosz szeparatisták kváziállama továbbra is igényt formált Mariupolra és ezt a követelést Oroszország is megerősítette, amikor a Donyecki Népköztársaságot független államnak ismerte el 2022. február 21-én.
Putyin kijelentése szerint az Ukrajna elleni invázió egyik fő célja az ország „nácitalanítása”, a legfontosabb náci szervezetként pedig az orosz propaganda leggyakrabban a mariupoli központú Azov-ezredet nevezi meg. A becslések szerint mintegy 900 taggal rendelkező ezred 2014 óta az ukrán nemzeti gárda része, harcosai pedig többségében antiszemiták és a fehér faj felsőbbrendűségét hirdetik. Radikális nézeteik megjelennek szimbólumaikban is, gyakran használják a náci „fekete napot” és az SS által használt „wolfsangelt”.

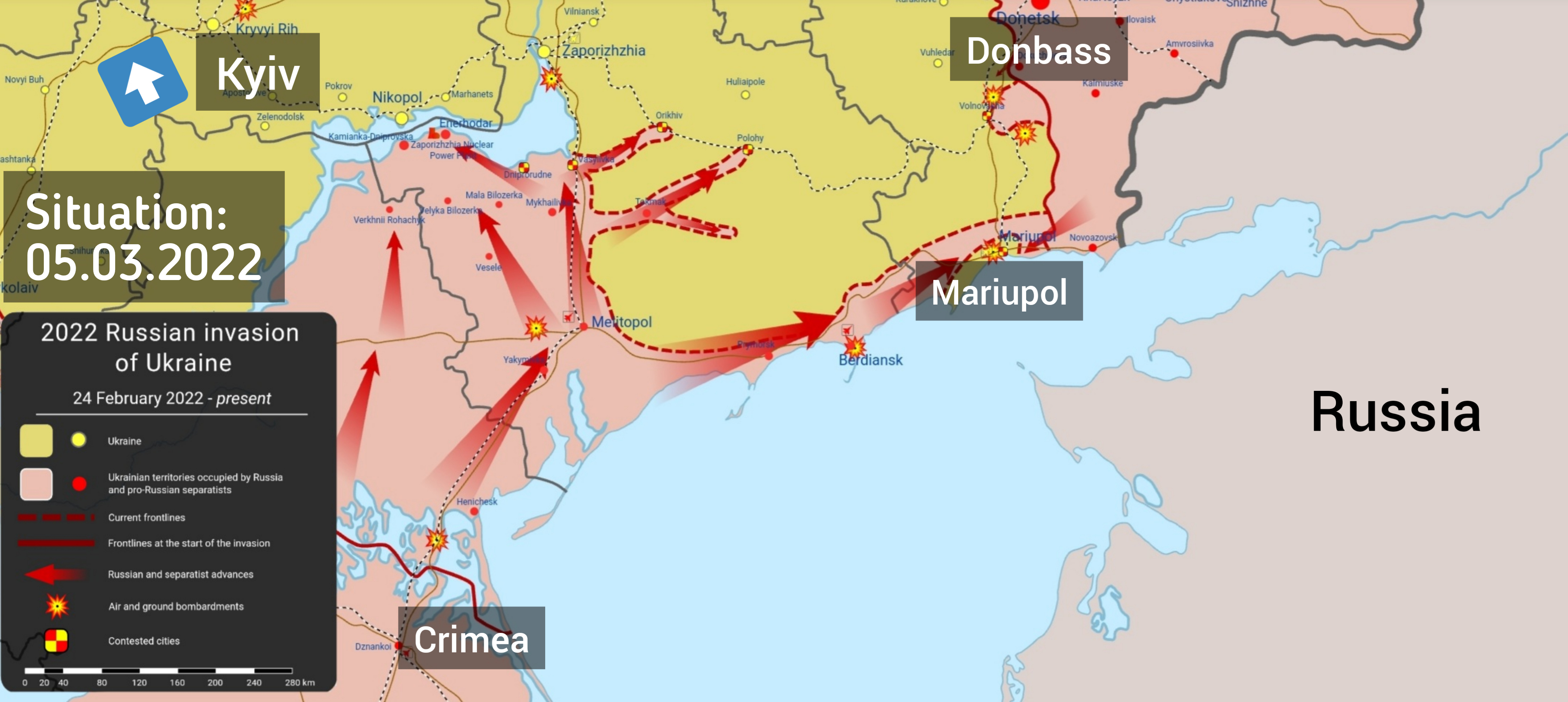
Az orosz előrenyomulás az invázió kezdeti szakaszában

Az oroszok déli hadjáratának sikere szempontjából is kulcsfontosságú szerepet játszott a kikötőváros bevétele, ugyanis az orosz kézen lévő Krím és a szeparatista irányítás alatt álló területek között fekszik, így a város bevételével a támadók hosszú távon is biztosítani tudták a két terület közötti összeköttetést és stabilizálni tudták az ellátási láncokat. Az ukránok tisztában voltak a város védelmének jelentőségével és ahogy fokozódott a nemzetközi helyzet, megkezdték a három fő védelmi vonal kiépítését a település körül és a polgármester, Vadim Szerhijovics Bojcsenko vezetésével felkészültek a támadásra.

## A csata menete

### Összecsapások a város körül

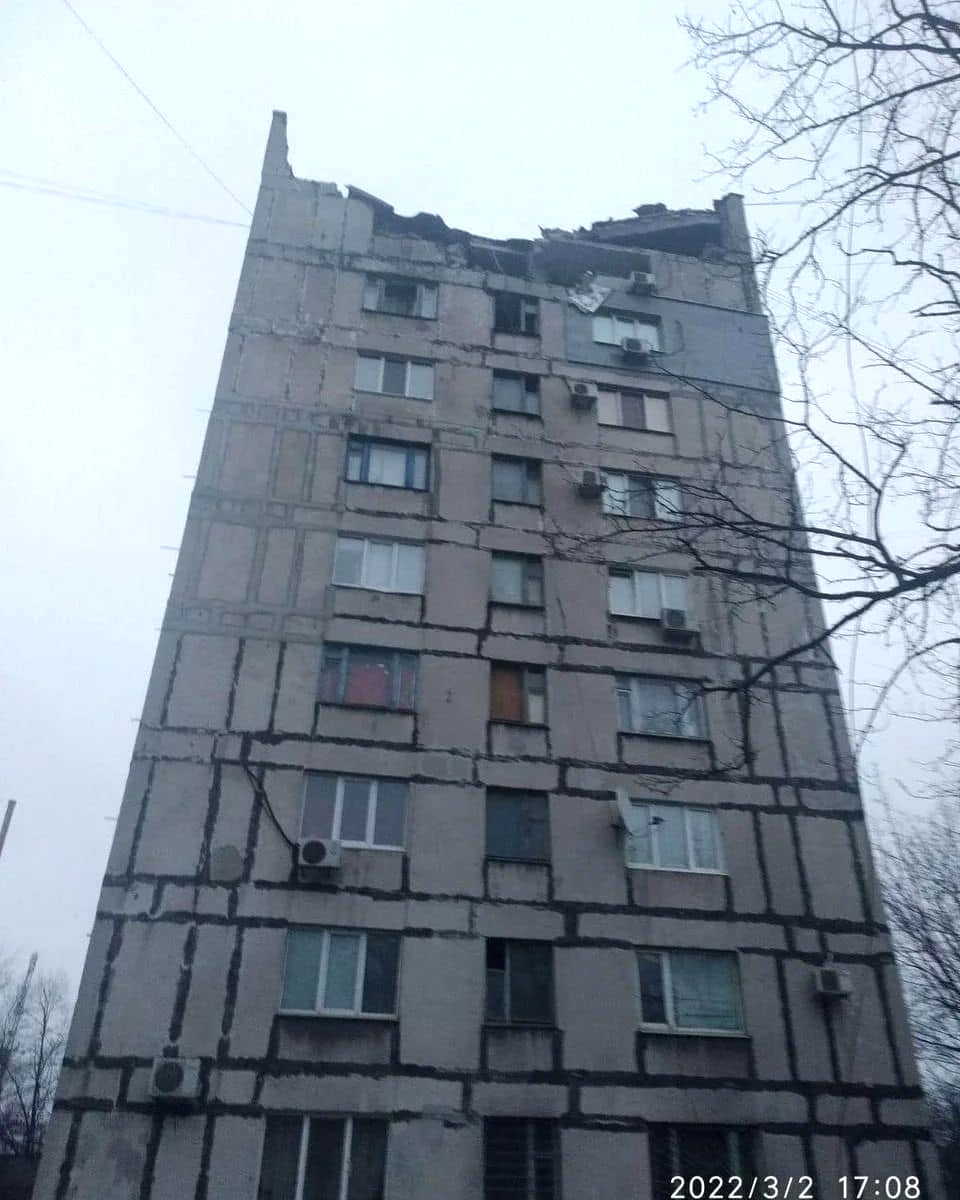
Bombatalálatot kapott épület Mariupolban március 2-án

Amikor 2022 február 24-én megkezdődött az Ukrajna elleni teljes körű orosz invázió, azonnal megindult a támadás Mariupol ellen is. Az invázió első napján az alig 10 km-re fekvő szeparatista kézen lévő területekről az orosz tüzérség lőni kezdte a várost, amelyben a jelentések szerint 26-an sérültek meg.
Másnap, 25-én megindult az orosz tankok támadása a térségben, azzal a céllal, hogy bekerítsék a várost. Az első összecsapás az ukrán erők és a támadók között a Mariupoltól északra fekvő Pavlopil falunál zajlott le, amelyből az ukránok kerültek ki győztesen és saját forrásaik szerint 22 páncélost lőttek ki. A szárazföldi támadással egyidőben az orosz haditengerészet nagyszabású partraszállási akciót kezdett a várostól 70 km-re nyugatra, a hadműveletben több ezer deszantos vett részt a Pentagon forrásai szerint, ezt a mariupoli polgármester, Vadim Bojcsenko is megerősítette.
Február 26-tól március 2-áig az orosz csapatok folyamatosan nyomultak előre és közben tovább bombázták, ágyúzták és robotrepülőgépekkel lőtték a települést. Az összecsapások során mindkét oldal szenvedett veszteségeket, egyes források szerint itt ölte meg Andrej Szuhoveckij orosz vezérőrnagyot is egy ukrán mesterlövész. Már a harcok kezdetén tömegesen haltak meg civilek, 26-án a görög kormány bejelentette, hogy értesüléseik szerint 10 helyi görög nemzetiségű lakos vesztette életét, 6-an Szartanában és 4-en Buhaszban, a mariupoli agglomeráció falvaiban. Az Associated Press helyszínen dolgozó újságírói megörökítették a lakosság szenvedését és bemutatták, hogyan igyekeznek az orvosok megmenteni egy bombázásban megsérült 6 éves lány életét, sikertelenül. A bombázások hatására a lakosok tömegével kezdtek menekülni, az ostromgyűrű összezárulása előtt több mint 100 000 embernek, a lakosság mintegy negyedének sikerült elhagynia a konfliktuszónát.

### Az ostrom

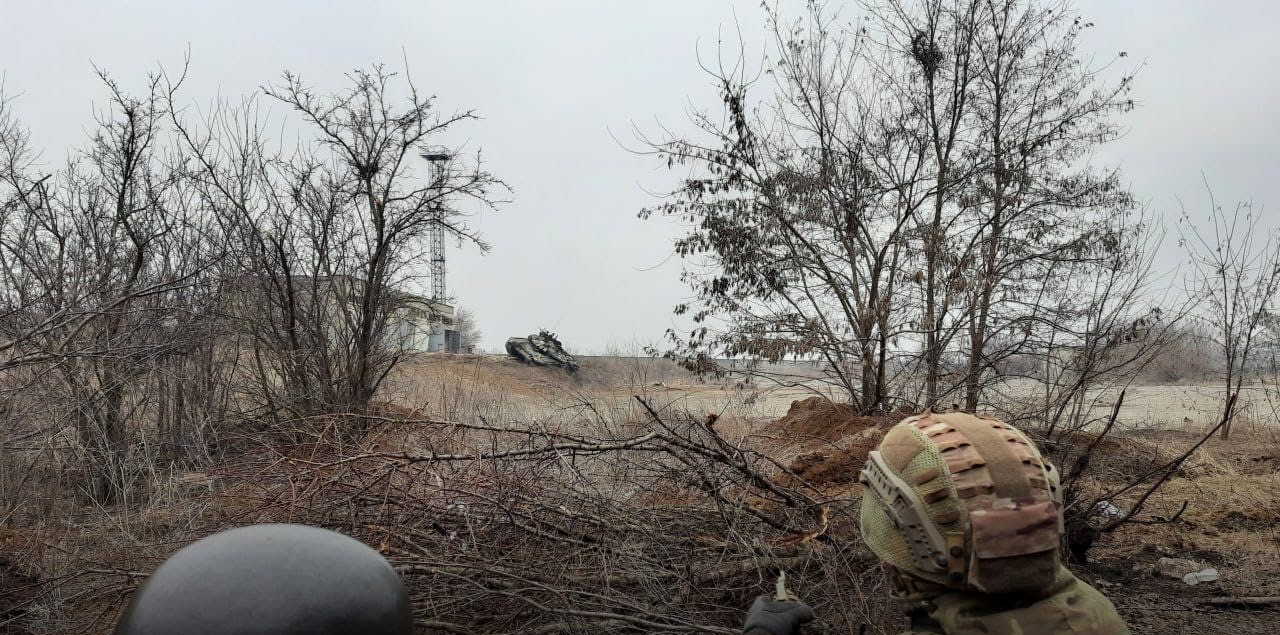
Ukrán katonák, a háttérben egy orosz harckocsival március 15-én

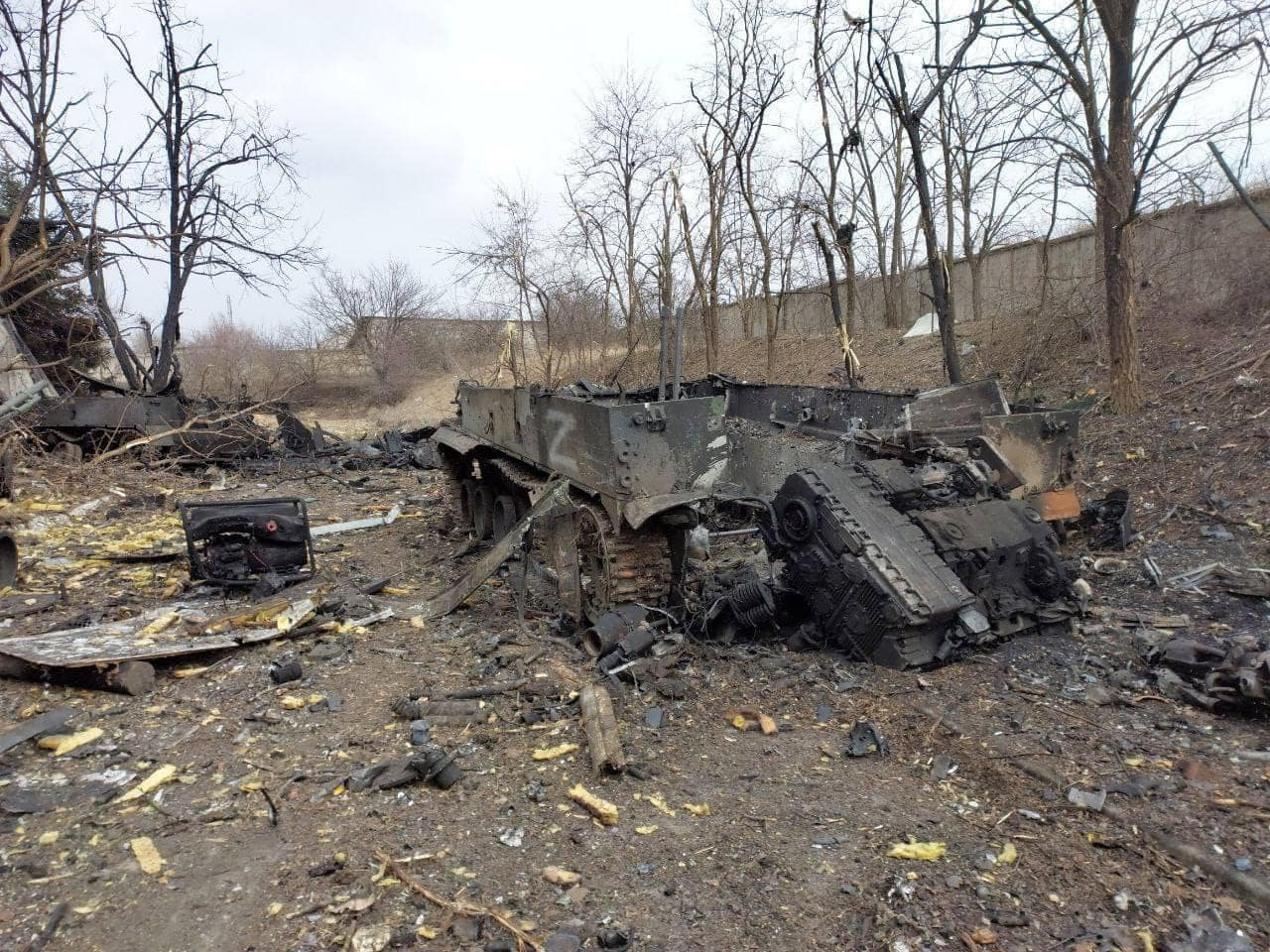
Kilőtt orosz gyalogsági harcjármű roncsai a város mellett

A szeparatista és orosz csapatok március 2-án zárták teljesen körbe a várost, innentől kezdve az ostrom sokkal intenzívebbé vált. Az ágyúzások teljes városrészeket romboltak a földig, eközben pedig a Donyecki Népköztársaság milicistái és az orosz hadsereg sorra foglalta el a mariupoli agglomeráció településeit. Március 25-én létrejött a stabil összeköttetés a Krím felől támadó orosz csapatok és a donbaszi erők között.  Ahogy megkezdődött az orosz erők előrenyomulása a városközpont felé, a harcokban egyre aktívabban vettek részt Ramzan Kadirov csecsen elnök gárdistái is. A csecsen katonák menekültek beszámolói szerint élen jártak az épen maradt házak fosztogatásában. Az oroszok ultimátumot intéztek a védőkhöz, a város feladásáért cserébe szabad elvonulást ígérve, az ukránok azonban elutasították az ajánlatot. Március 14-én az ukrán védők még visszaverték az oroszok rohamát, súlyos veszteségeket okozva a támadóknak, március 24-én azonban már a belvárosban folytak a harcok, és a városháza is orosz kézre került, ahol kitűzték a csecsen zászlót. Március 28-án elesett Mariupol északi városrésze, a Kalmiuszki negyed is. 31-én az oroszok lelőttek egy Mi-8-as helikoptert, ami a feltételezések szerint az Azov-ezred vezetőit evakuálta volna az ostromgyűrűből.

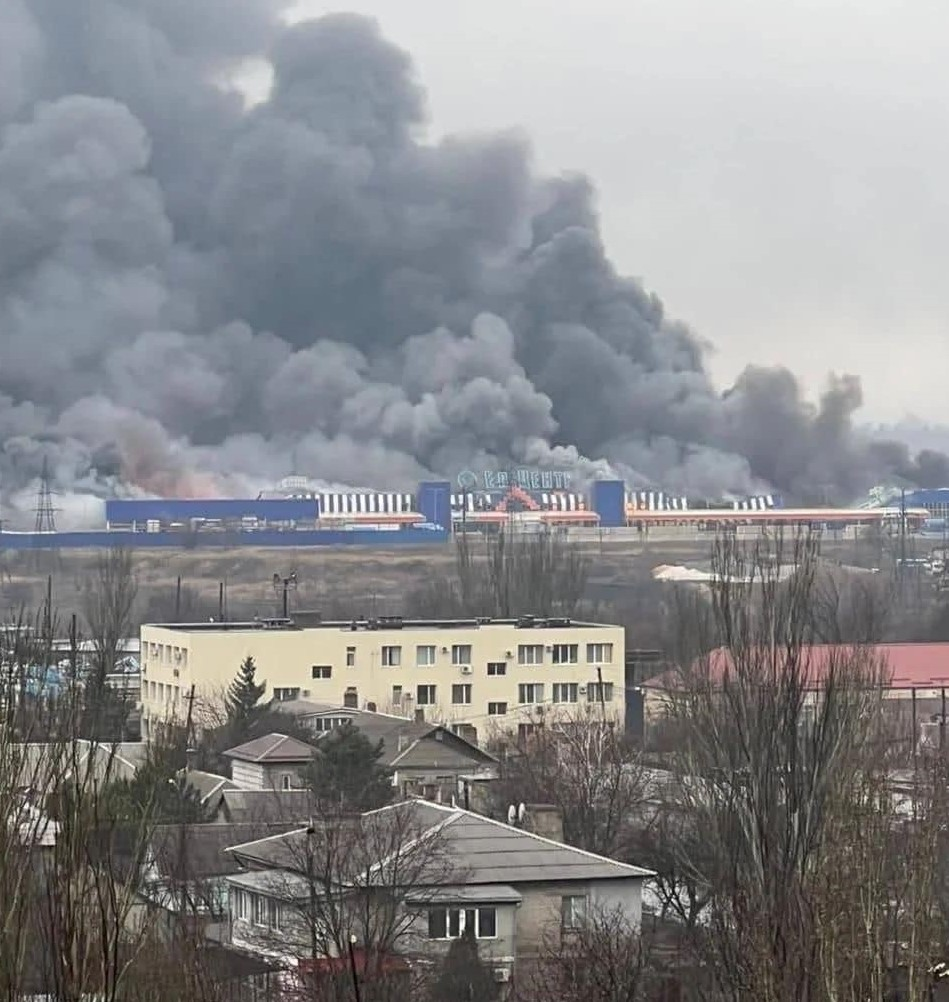
Orosz bombázás füstje Mariupolban

### Végjáték
Április 10-ére az ukrán védelem két, egymástól elszeparált védelmi gócpontra szorult vissza. Ukrán kézen maradt a város délnyugati városrésze, a Primorszkij-negyed, ahol a kikötő is található, valamint az Azovsztal ipari negyed. A Kalmiusz bal partján, a tengerparton fekvő Azovsztal üzem egy hatalmas, mintegy 2x2 km-es területen elhelyezkedő fémipari létesítmény, Ukrajna egyik legnagyobb gyárkomplexuma. Az üzem területére orosz becslések szerint mintegy 3000-3500 ukrán katona vonult vissza. A gyárépületek alatt bombabiztos pincerendszer húzódik, így egy ideális védekezési pont volt az ukránok számára. Április 4-én egy oroszok által közzétett videó alapján 267 ukrán katona tette le a fegyvert. A felvételen látható katonák személyazonossága vitatott volt,  az oroszok szerint az 503-as számú tengerészgyalogos zászlóalj tagjai adták meg magukat, ezzel ellentétben az alakulat cáfolta a hírt, újságírói források szerint pedig egy nem reguláris milicia harcosai adták meg magukat. Április 13-án Olekszij Aresztovics ukrán elnöki tanácsadó jelentése szerint a város nyugati részén harcoló 36. számú tengerészgyalogos dandárnak sikerült áttörnie az orosz állásokat és egyesült az Azovsztal üzemnél harcoló Azov-gárdistákkal. Ezzel egyidőben az oroszok állításuk szerint több mint 1000 ukránt ejtettek foglyul. Az ukrán védők közleményük szerint ekkor már az utolsó csatájukra készültek, fogytán volt a lőszerük, rengeteg volt a sebesült és semmilyen esély nem látszott a felmentő sereg érkezésére. A szeparatista csapatok parancsnokai és a csecsenek vezetője, Ramzan Kadirov egy utolsó, nagy rohammal készültek elfoglalni a földalatti harcállásokat, azonban április 21-én Vlagyimir Putyin a várható magas orosz veszteségek miatt lefújta az akciót és helyette teljes blokádot rendelt el az üzem körül. A komplexum bombázása és ágyúzása továbbra is folyamatos maradt.

### Fegyverletétel

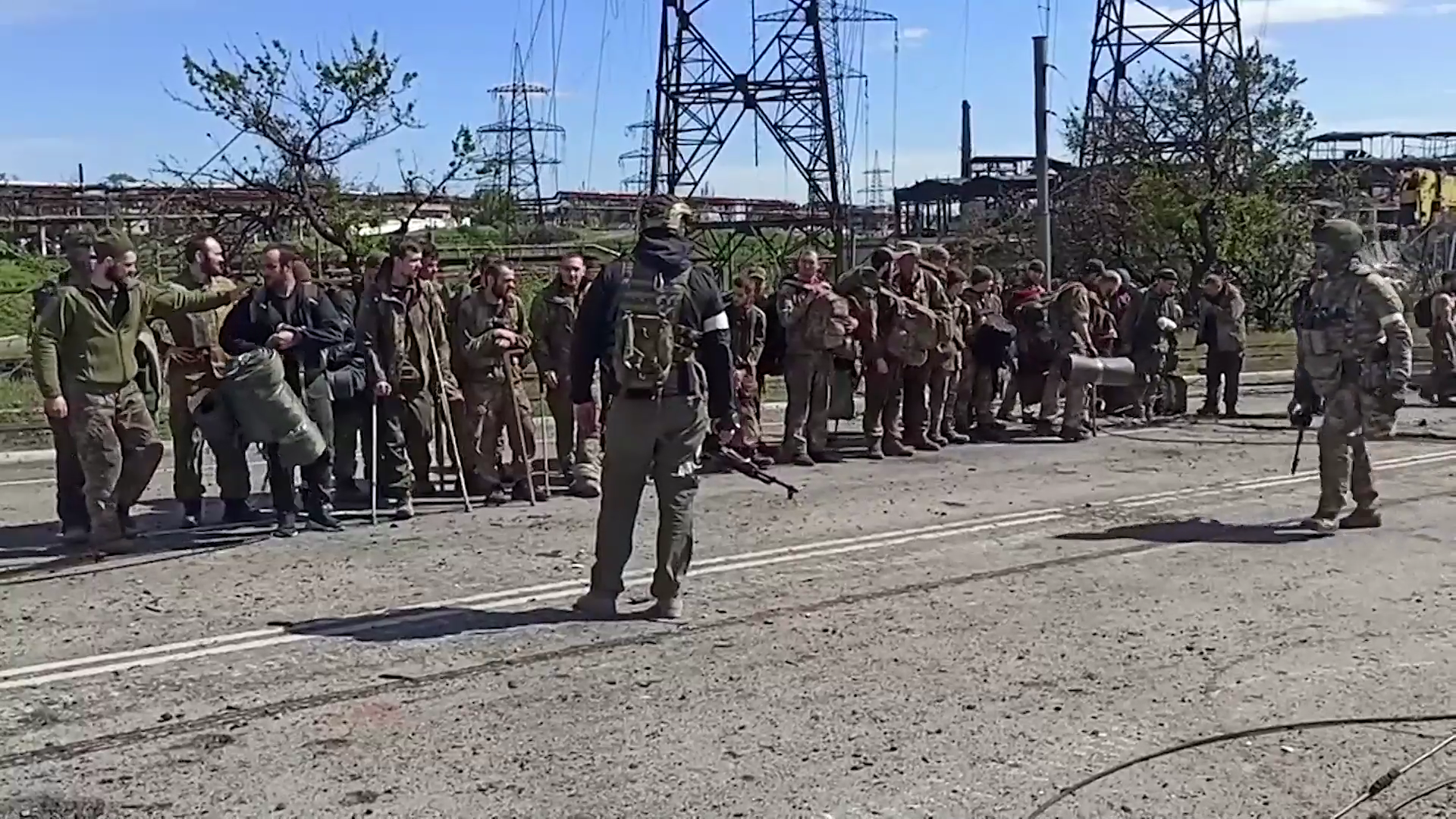
Ukrán hadifoglyok az Azovsztalnál május 18-án

A sorozatos támadások hatására legyengült és készleteikből kifogyó ukrán erők végül május 16-án, 82 napig tartó ellenállás után letették a fegyvereket és megadták magukat az oroszoknak. A hadifogságba került katonák többségét a Donyecki Népköztársaságba szállították. Június 30-án egy fogolycsere-akció keretében 144 mariupoli védő térhetett haza, köztük az Azov-ezred néhány tagja. Szeptember 22-én egy újabb hadifogolycsere során további 215 mariupoli védőt engedtek szabadon az oroszok, köztük a csata során fogságba esett két legmagasabb rangú tisztet, az Azov-ezred parancsnokát, Denisz Prokopenkót és Szergej Volinszkijt, a 36-os számú tengerészgyalogsági zászlóalj parancsnokát.

## Huminatárius katasztrófa és háborús bűnök

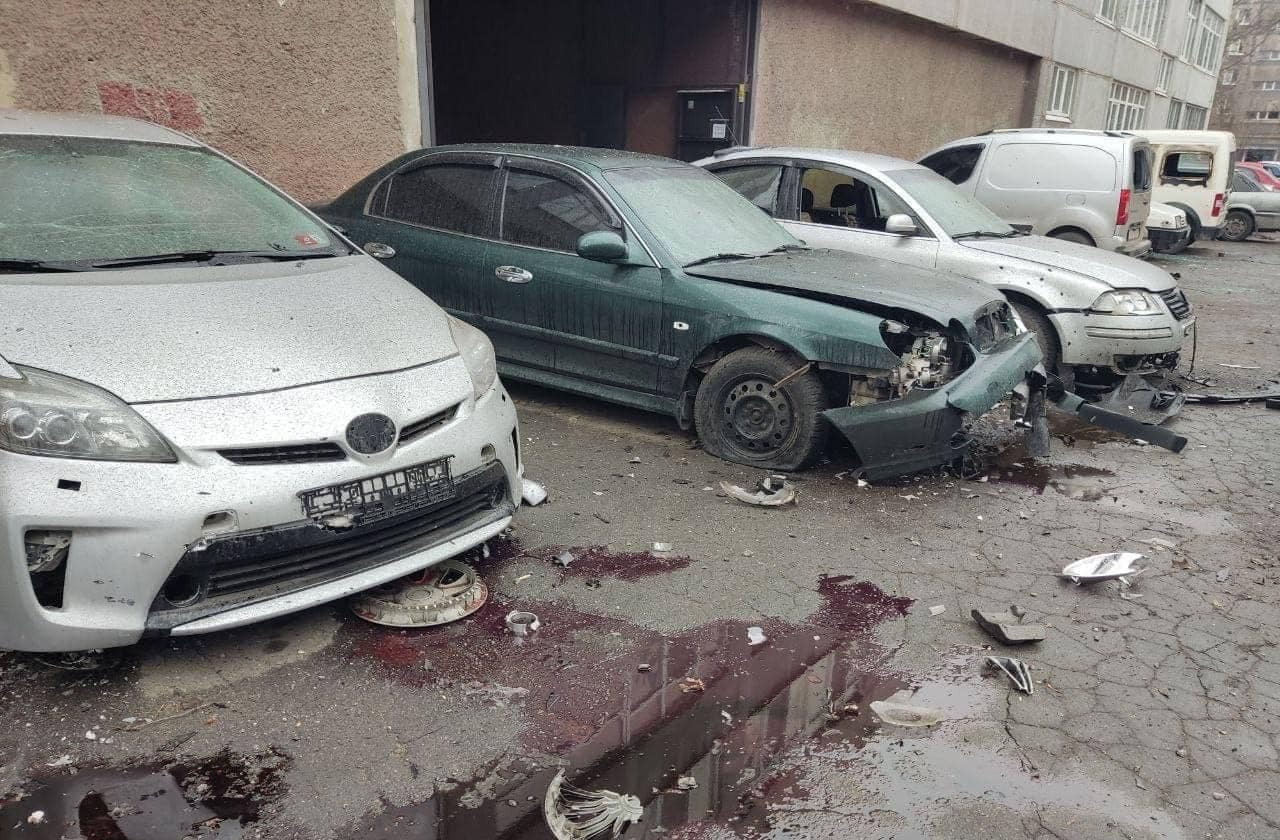
Mariupoli utca bombázás után

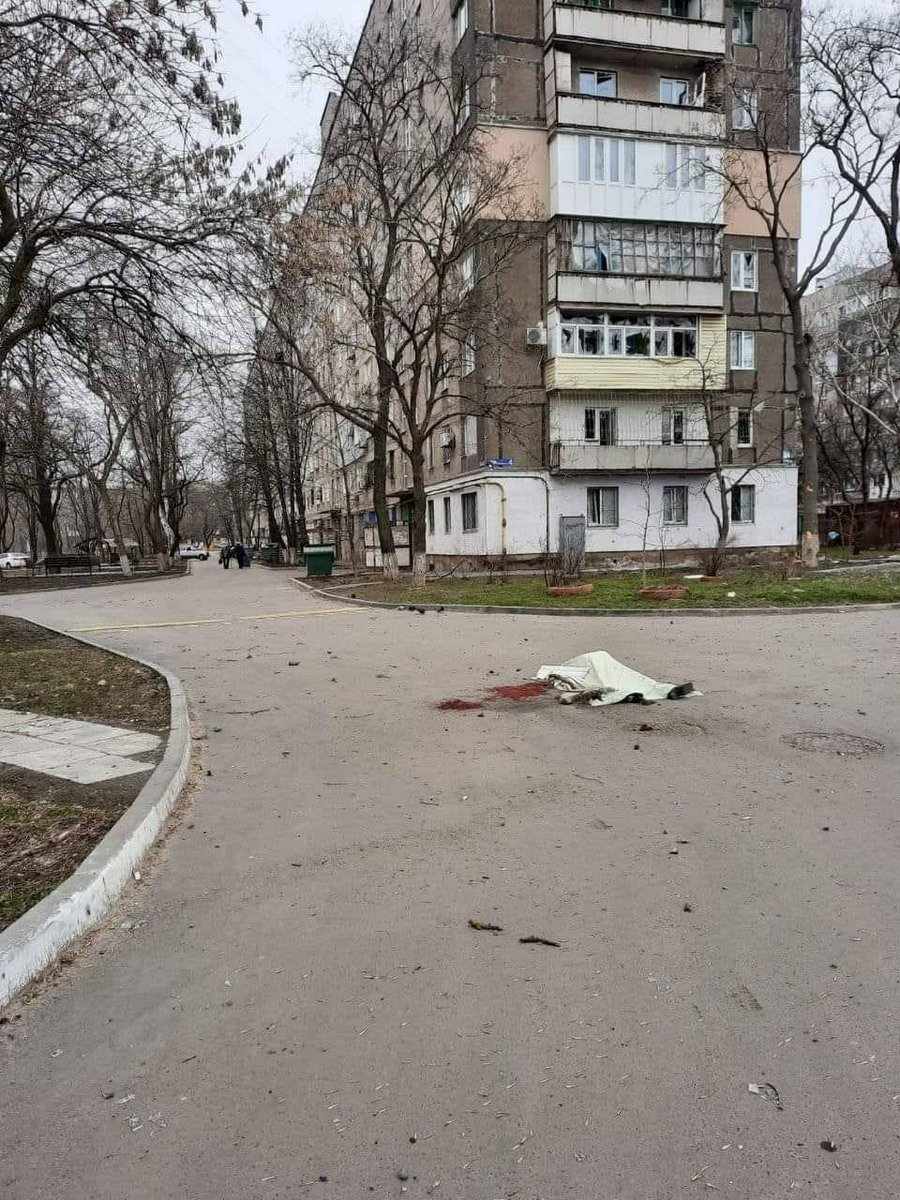
Halott civil az utcán március 3-án

A mariupoli ostromot ukrán és nyugati források a 2022-es orosz invázió legpusztítóbb csatájaként jellemezték, hatalmas mértékű volt az anyagi kár és a becslések szerint legalább 10 000 civil halt meg, de a halálos áldozatok száma elérhette a 20 000-et is. A városi hatóságok 210 gyerek halálát erősítették meg, de ez a szám valószínűleg jóval magasabb.  Az orosz megszállók számos háborús bűncselekményt követtek el, amelyeket az ukránok népirtásként értékeltek. A csata végéig mintegy 160 000 civil maradt az orosz ellenőrzés alá került városban.

### Lakónegyedek bombázása

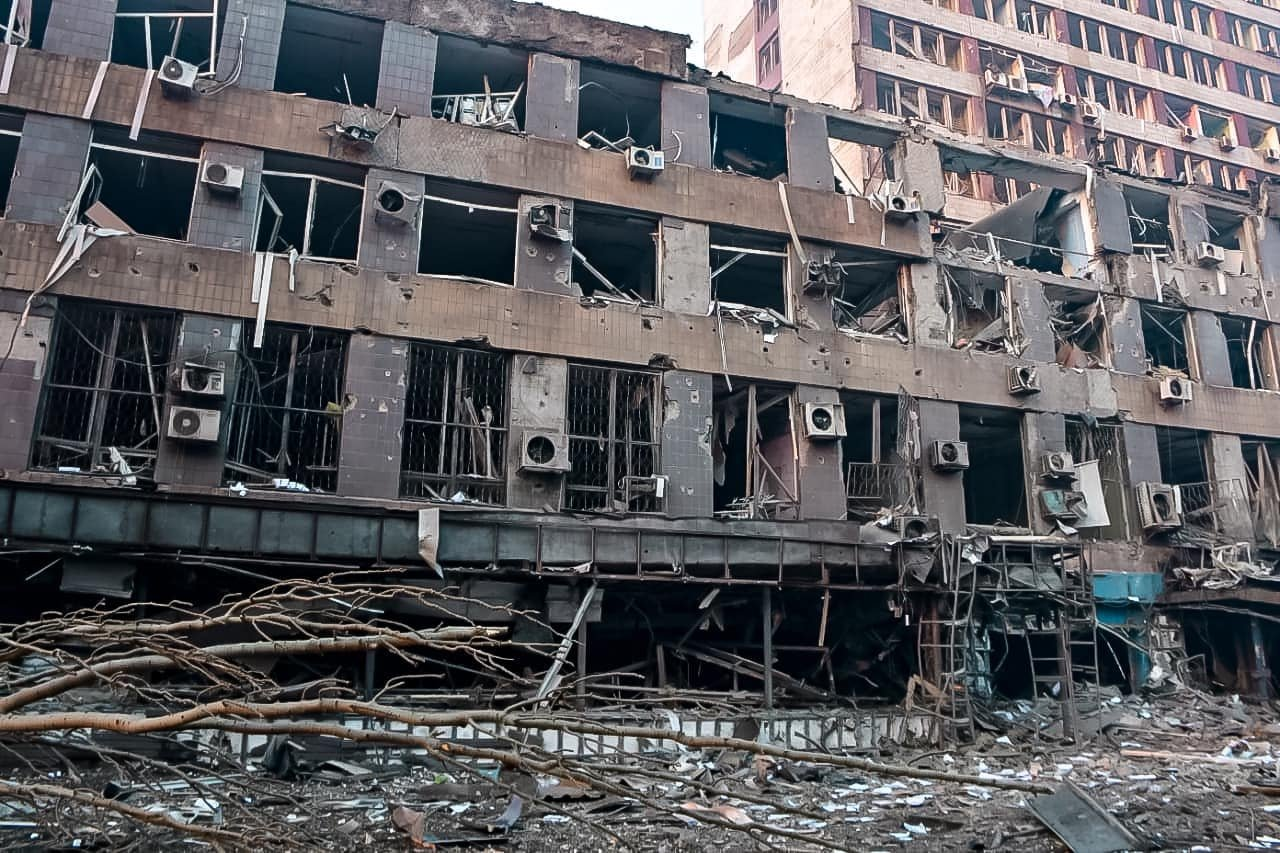
Bombatalálatot kapott épület március 12-én

Annak ellenére, hogy az orosz erők közleményeik szerint kizárólag katonai célpontokat támadtak, a valóságban válogatás nélkül lebombázták a lakóházakat és a civil infrastruktúra objektumait is, hogy megtörjék az ellenállást. Mariupol gyakorlatilag elpusztult, a pusztítás mértéke a műholdfelvételeken is jól látszott. Már az ostrom március 18-i állása szerint is megsemmisült vagy súlyosan megrongálódott a város épületeinek 90%-a, később pedig újabb városrészek váltak romhalmazzá. Az ostrom kezdetétől a légitámadások állandóak voltak, voltak olyan időszakok, amikor percenként következtek egymás után a robbanások. Mariupol bombázásának fő koordinálója és így felelőse is ukrán források szerint Mihail Mizsincev orosz vezérezredes volt, akit a nyugati hírportálok csak a „mariupoli mészáros” ragadványnéven emlegettek. Mizsincev szerepel a britek szankciós listáján is.
Az Associated Press március 16-ikai riportjában bemutatott képek szerint tömegével hevertek a temetetlen halottak az utcákon, az életben maradt lakosok pedig tömegsíroknak keskeny árkokat igyekeztek kaparni a fagyott földbe, hogy tucatjával tehessék bele a hullákat, köztük gyerekek holttesteit. A mariupoli városi tanács április 7-i jelentése szerint az orosz hadsereg alig egy nap alatt 118 légicsapást hajtott végre és arról is érkeztek beszámolók, hogy az oroszok mobil krematóriumokban égették el a halott lakosok tetemeit, hogy eltüntessék a háborús bűnök nyomait.

### A lakosság életkörülményei

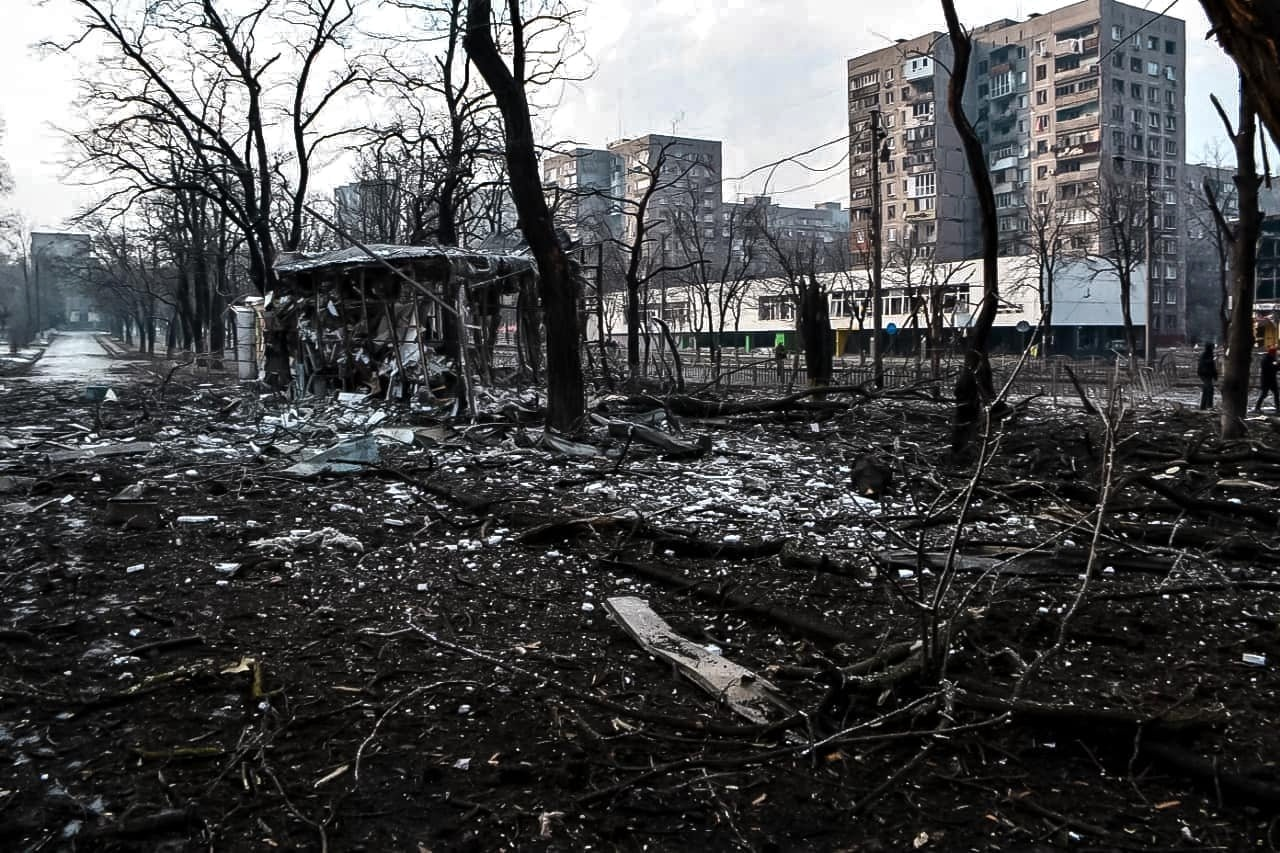
Mariupoli utca március 12-én

A folyamatos bombázás következtében a közműhálózat teljesen tönkrement, és az oroszok a kiküldött szerelőkre is lőni kezdtek. A településen megszűnt az áramszolgáltatás, nem volt víz, fűtés és kifogytak az élelmiszerkészletek is. Az ostrom első hónapjában hosszabb időre -5 fok alá csökkent a hőmérséklet, és mivel a fűtéshálózat teljes mértékben tönkrement a bombázásokban, a Mariupolban rekedt civilek a bútoraikat tüzelték el hogy ne fagyjanak halálra. A súlyos ivóvízhiány miatt a lakosok pocsolyákból, esetenként pedig radiátorokból próbáltak vizet szerezni. A hideg időszakokban havat olvasztottak, a vizet forralással igyekeztek ihatóvá tenni. Mivel az orosz blokádon át nem érkeztek meg az élelmiszerszállítmányok, a lakosság körében az éhínség rendkívűl súlyos méreteket öltött, előfordult hogy a civilek összeverekedtek egy-egy csomag élelmiszeren, kifosztották az épen maradt boltokat és kóbor kutyákat igyekeztek levadászni. A dehidratáció és az éhezés a gyerekeket és a betegeket érintette a legsúlyosabban, ukrán jelentések szerint sokan nem a bombázások, hanem a borzalmas életkörülmények miatt vesztették életüket. A túlterhelt kórházi rendszer nem tudta ellátni a rengeteg érkező sebesültet és hamar elfogytak a gyógyszerek is, így a zsúfolt kórházépületekben tömegesen haltak meg normális körülmények között megmenthető sérültek. Az oroszok az ostrom későbbi szakaszában célba vették a kórházakat is, a legsúlyosabb támadás a szülészeti és gyermekkórház lebombázása volt. A középkori állapotokba süllyedő város lakosainak életét külön veszélyeztették a bombázások következtében állandóan égő tüzek, amelyeket a tűzoltóság az állandó harcok miatt nem tudott megfékezni, ráadásul magát a tűzoltóságot is lebombázták. Az adótornyok megsemmisítésével az oroszok megakadályozták, hogy a városban rekedtek kommunikálni tudjanak rokonaikkal, ismerőseikkel és az internet is elérhetetlenné vált.

### Szülészet és gyermekkórház bombázása

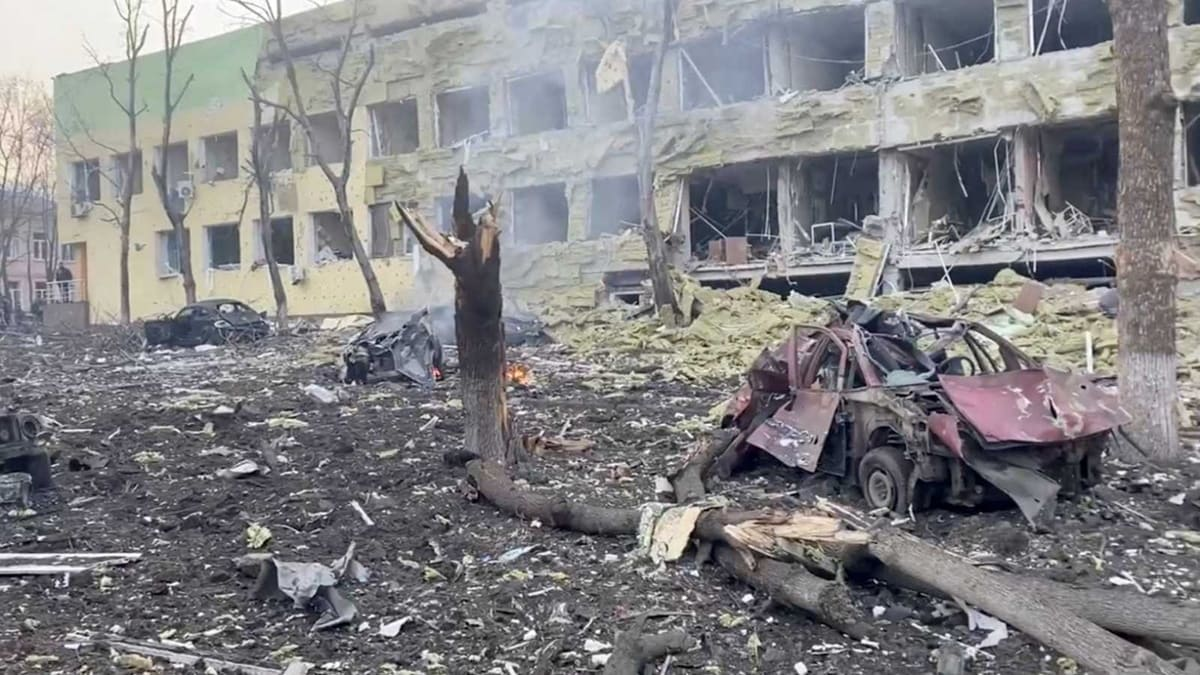
A szülészeti és gyermekkórház romjai a bombatámadás után, március 9

Március 9-én az orosz erők lebombázták Mariupol 2-es számú szülészeti klinikáját, amely a gyermekkórházzal volt egybeépülve. Az épületkomplexum udvarán hatalmas kráter keletkezett és a kórház homlokzata leomlott. A támadásban 3-an veszítették életüket, köztük egy fiatal lány és legalább tizenheten sérültek meg. Sokan rekedtek a romok alatt, köztük terhes anyák és gyerekek. Fotók és videók bizonyítják, hogy a kórház üzemelt a támadás idején, a felvételeken vérző, sebesült várandós anyákat menekítő orvosok és ápolók láthatóak. A támadást az ukránok, a nyugati országok és a WHO is háborús bűncselekményként értékelték. Az orosz külügyminiszter, Szergej Lavrov nyilatkozata szerint a felvételek manipuláltak voltak és a heves reakciók csak a nyugat „szánalmas siránkozása” az orosz erők által elkövetett „úgynevezett atrocitásokkal” kapcsolatban. Az orosz álláspont szerint az ukránok valójában már régen nem használták civil célokra az épületet és az Azov-ezred katonái alakítottak ott ki harcállásokat. A videókon szereplő egyik sebesült terhes nőt azzal vádolták, hogy csak eljátszotta a sérülését a felvétel kedvéért. A nemzetközi hadijog szerint egy kórház lebombázása még akkor is jogtalan, ha valóban ellenséges katonák találhatóak ott.

### A mariupoli színház bombázása

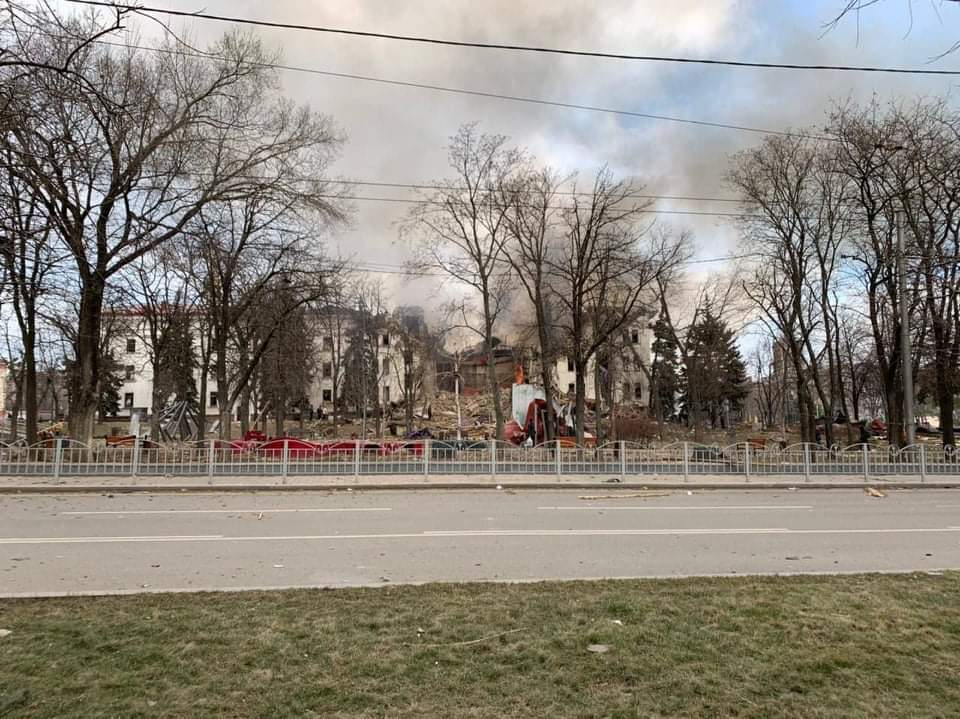
A lebombázott színházépület március 16-án

Március 16-án orosz bombatámadás érte a civil lakosság egyik legnagyobb nyilvános óvóhelyeként szolgáló Donecki Akadémiai Drámai Színház épületét. A menekültek beszámolói alapján a komplexum az internet leállása és a távközlés megszűnése után információs központtá vált, ahol lehetett tájékozódni az evakuációs útvonalakról. Az óvóhely civil jellegét hangsúlyozta a színház mellé a földre festett két hatalmas „Gyerekek” felirat is. Amikor becsapódtak a bombák, a mariupoli polgármesteri hivatal közleménye szerint 1000-1200 civil tartózkodott az óvóhelyen, közülük körülbelül 300-an veszítették életüket és tömegek ragadtak a föld alatt, amikor a bejáratok beomlottak. Dmitro Kuleba ukrán külügyminiszter nyilatkozata szerint az oroszoknak tudniuk kellett, hogy a színház óvóhelyként funkcionál. Az oroszok tagadták a bombázást tényét, állításuk szerint az Azov-ezred ukrán nacionalista harcosai aknázták alá az épületet, azután a felelősséget az inváziós erőkre kenték.

### Evakuálás

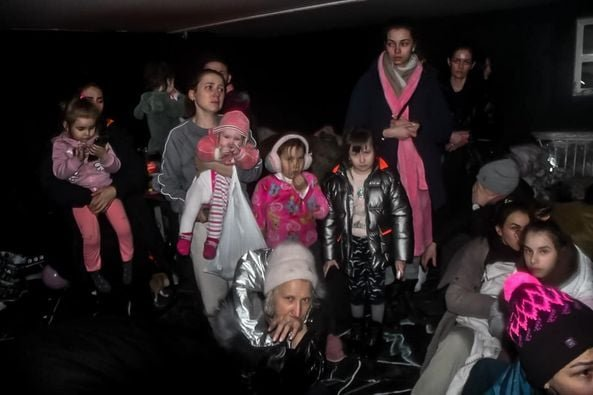
Mariupoli menekültek március 12-én

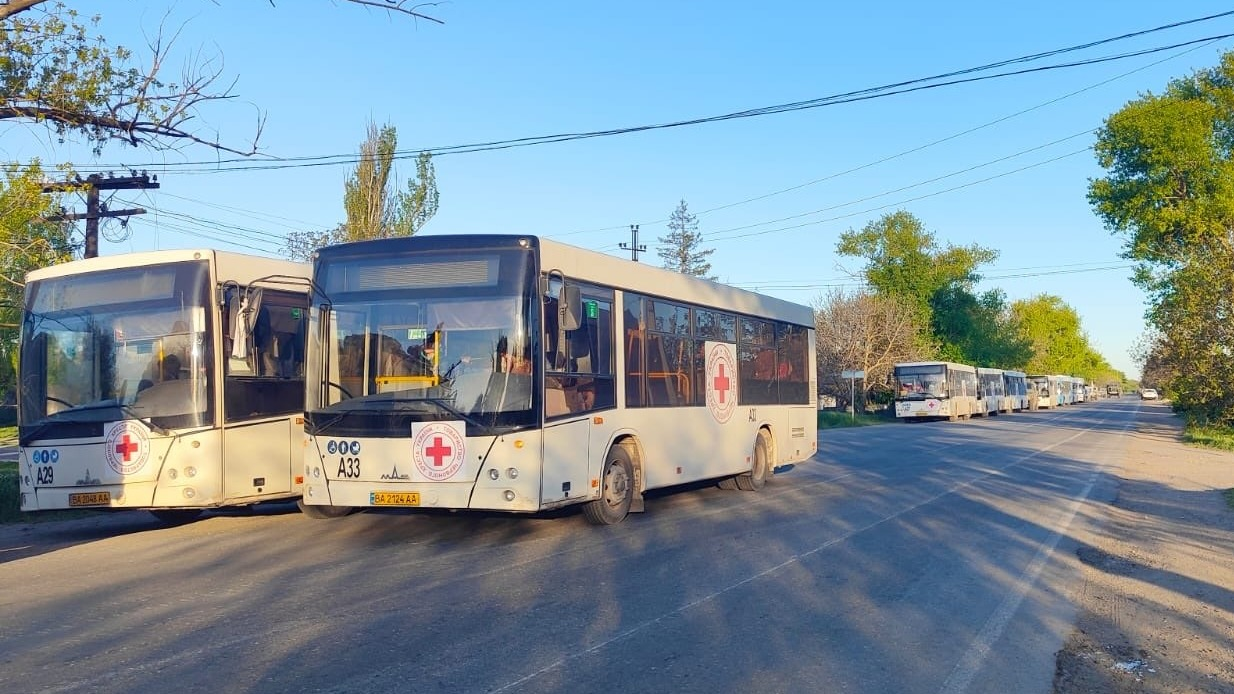
A Vöröskereszt menekülteket evakuáló autóbuszai a Mariupolból Zaporizzsjába vezető úton május 8-án

Amíg a harcok elsősorban csak a külvárosi negyedeket érintették, sokan a belvárosban élő ismerőseikhez, rokonaikhoz költöztek. A halálos csapdává váló városból az ukrán hadsereg által ellenőrzött terület nyújtotta biztonságba a ritkán és csak rövid időre megnyíló humanitárius korridorokon keresztül lehetett kijutni. A civil autókból álló hosszú konvojoknak tucatnyi orosz ellenőrző ponton kellett áthaladniuk, mielőtt elérkeztek az északra fekvő Zaporizzsjába. A normális körülmények között mintegy két és fél órás autóút az ellenőrzések miatt körülbelül 16 órán át  tartott. Az evakuálást a Nemzetközi Vöröskereszt igyekezett megszervezni, de az állandóan megszegett fegyverszünetek miatt ezek az akciók többnyire sikertelenek voltak, ami miatt az oroszok és az ukránok egymást vádolták. Március 6-án például a tervek szerint 200 000 ember kimenekítését kezdték volna meg, azonban az orosz hadsereg folytatta a kijelölt útvonal ágyúzását és kilőtte az evakuálásra szánt buszok nagy részét is, így végül alig 300 lakosnak sikerült kijutnia az akció során.

### Civilek Oroszországba szállítása
Március 20-án az ukrán hatóságok bejelentették, hogy értesüléseik szerint több ezer civilt az orosz katonaság erőszakkal oroszországi táborokba szállított. A mariupoli lakosok végül Taganrogba és Jaroszlavlba érkeztek. Amíg az ukrán fél szerint szervezett deportálások zajlottak, az oroszok álláspontja szerint csak menekülteket fogadtak be. A Reuters újságírói által meginterjúvolt mariupoliak arról számoltak be, hogy a megszálló katonák alig 10 percet hagytak számukra, hogy összepakolják a legszükségesebb holmijaikat, mielőtt elszállították őket. Az oroszok, hogy a menekültek „megbízhatóságát” kiderítsék, kihallgatták a mariupoliakat és átvizsgálták a lakosok közösségimédia-fiókjait is, oroszellenes posztok után kutatva. A genfi egyezmények értelmében civilek deportálása egy megszállt terüleről háborús bűncselekménynek minősül. Március 30-án az ukránok már 15 000 Oroszországba  kényszerített mariupoli civilről tettek említést, köztük több, mint 2000 gyerekről. Az ukrán védelmi minisztérium szerint civilek tömegeit szállították az ország távoli pontjaira, sokakat Szibériába.

### Vegyi fegyverek
A Mariupolban harcoló ukrán alakulatok jelentése szerint április 11-én az oroszok nemzetközi egyezmények által tiltott vegyi fegyvereket vetettek be. A katonák beszámolója szerint „ismeretlen eredetű mérgező anyagot" dobott rájuk egy pilóta nélküli repülőgép, aminek hatására az áldozatok légzési nehézségektől szenvedtek, de halálos áldozatok nem voltak. Az ukrán hatóságok vizsgálják az esetet, közleményük szerint egyelőre nem lehet biztosan tudni, mi történt. A feltételezések szerint a vegyi támadást foszforbombával követhették el. Oroszország és a Donyecki Népköztársaság határozottan tagadta a vádakat, a szakadár köztársaság haderejének szóvivője, Eduard Baszurin állítása szerint vegyi fegyvereket nem, viszont „kézi lángszórókat” bevetettek az Azovsztal üzem földalatti járataiban harcoló ukránok ellen. (A lángszórók használata egyébként a nemzetközi egyezmények értelmében szintén tilos, Baszurin esetleg termobárikus töltetek használatára gondolhatott.)

## Orosz megszállás
Az oroszok által megszállt külvárosi részeken összehívták Mariupol képviselőtestületének tagjait és az Oroszország által illegitimnek nyilvánított, még az ostrom elején elmenekült polgármester, Vadim Bojcsenko helyett Konsztantin Ivacsenkót választották meg. Ivacsenko korábban az Azovmas üzem vezetője volt és már az invázió előtt is a képviselőtestület tagjaként politizált, beiktatása után pedig a képviselőkkel együtt elfogadta a Donyecki Népköztársasághoz való csatlakozást.
Az orosz erők a városban zajló harcok folyamán végig megakadályozták az ukrán és nemzetközi humanitárius segélyek megérkezését a településre. Az általuk megszállva tartott városrészekben ételt és segélycsomagokat osztottak a lakosoknak, amelyeket háborús szimbólumukkal, a Z betűvel jelöltek meg. Az orosz kézre került városrészekben a megszálló hadsereg a civileket fehér karszalag viselésére kötelezte. Az egyébként az orosz erők azonosítására szolgáló jelzés azt a veszélyt hordozta magában, hogy a harcoló ukrán alakulatok tévedésből lelőhettek olyan civileket is, akiket a félrevezető jel miatt orosz katonáknak hittek.
Április 22-én az orosz védelmi minisztérium vezetője bejelentette, hogy „normalizálódott a helyzet a városban”, a lakott területeket már nem érintik a harcok, így a donyecki szeparatisták megkezdik a romok eltakarítását. Műholdfelvételek bizonyítják, hogy az oroszok teherautókon szállították ki  valószínűleg az ostrom során meghalt civilek holttesteit a városból és a közeli Manhus faluban temették el őket egy mintegy  340 m hosszú tömegsírba. A becslések szerint akár 9 000 áldozatot is eltemethettek ezen a helyszínen, ez felveti annak a gyanúját, hogy az oroszok háborús bűncselekmények nyomait akarják eltüntetni.
Orosz források szerint megkezdődött a város újjáépítése, ennek érdekében Szentpétervárt kinevezték Mariupol új testvérvárosának. A városban készült felvételek tanúsága szerint nagy képernyőkkel felszerelt propagandaautók járják a települést. Néhány iskolában újraindult az oktatás, immár a korábbi ukrán helyett orosz nyelven.